# 惠特尼·史密斯
惠特尼·史密斯（英語：Whitney Smith，1940年2月26日—2016年11月17日）是一位著名的旗帜学家及旗帜学创始人，出生于美国马萨诸塞州阿灵顿。史密斯致力于旗帜学的研究与发展，亦是旗帜学协会国际联盟和北美旗帜学协会的创始人，并为圭亚那设计了国旗。

## 早年
惠特尼·史密斯出生于1940年2月26日，少年时期先后随家人居住在列克星敦和Winchester。受当地每年4月第三个星期一举行的爱国日，以及《黄金百科全书》（Golden Encyclopedia）的影响，史密斯开始对旗帜产生了兴趣。
1961年，史密斯在哈佛大学学习政治学，并获得了该领域的学士学位。在哈佛大学期间，史密斯设计了圭亚那国旗。他于1964年在波士顿大学获得政治学博士学位，政治象征主义是他的论文的主题。

## 旗帜学事业
史密斯在1957年开始提出旗帜学，为其创立了英语名称“Vexillology”，其源自拉丁文的“vexillum”及后缀词“-(o)logy”。在18岁时发表了他的第一篇旗帜学文章。到1960年，他开始与大英百科全书协商。
1961年10月1日，史密斯与同事格哈德·格拉尔（Gerhard Grahl）共同创立了《旗帜通訊》（The Flag Bulletin），这是世界上第一本有关旗帜的杂志，这一天后来被旗帜学协会国际联盟确定为世界旗帜日（World Vexillology Day）。次年，史密斯在他的家中建立了旗帜研究中心（The Flag Research Center），并担任该中心的主任，是世界上第一个旗帜学组织。
此后，史密斯的旗帜学事业开始蓬勃发展。1965年他与另一位旗帜学者克莱斯·西克斯玛（Klaes Sierksma）联合多位旗帜学爱好者在荷兰默伊德贝赫举行了第一届世界旗帜学大会。1969年9月7日，在波士顿的第3届世界旗帜学大会上成立了旗帜学协会国际联盟（FIAV），史密斯就任第一任秘书长。他还负责成立了北美旗帜学协会（NAVA）和旗帜遗产基金会（FHF）。
1991年7月5日，史密斯辞去旗帜学协会国际联盟秘书长的职务。2001年7月27日，他被FIAV授予院士称号。
2013年，将旗帜研究中心的图书馆和档案馆移交给Dolph Briscoe历史中心。
2016年11月17日，史密斯因老年痴呆症并发症去世，享年76岁。

## 作品

圭亚那国旗
阿鲁巴旗帜
博奈尔旗帜

惠特尼·史密斯撰写了27本有关旗帜的书籍，尤其是有关美国国旗以及世界各国国旗方面，并且设计了一系列FIS旗帜识别符号。史密斯还为《大英百科全书》撰写了250余篇旗帜文章。
他设计了圭亚那国旗以及21种沙特阿拉伯海军用旗。1981年，史密斯参与了博奈尔旗帜设计委员会（当时博奈尔属于荷属安的列斯），并协助设计了阿鲁巴旗帜。
- The Flag Bulletin（1961年）
- The Flag Book of the United States
- Flags Through the Ages and Across the World（1975年）